# かりがねサッカー場
かりがねサッカー場（かりがねさっかーじょう）は、長野県松本市惣社にあるサッカーグラウンド。前身はかりがね自転車競技場及びかりがね運動広場。
2025年4月1日から、長野県松本市に本社を置く造園土木業の株式会社信州グリーンが命名権を取得し、「信州グリーンフィールドかりがね」の呼称を用いている。

## 歴史
1978年のやまびこ国体のトラックレース会場だったかりがね自転車競技場と隣接するかりがね運動広場を松本山雅FCの練習拠点として再整備され 2015年に開設。

## 設備
| 名称         | 芝     | 夜間照明 | ピッチサイズ | 観客席 |
| ------------ | ------ | -------- | ------------ | ------ |
| 天然芝コート | 天然芝 | なし     | 105m×68m     | あり   |
| 人工芝コート | 人工芝 | あり     | 105m×68m     | あり   |

天然芝･人工芝コートがそれぞれ各1面、他にもフットサルやゲートボールが可能な屋根付きの多目的広場を備える。また松本山雅FCのクラブハウスが隣接している。
天然芝コートは主に松本山雅FCのトップチームの練習に、人工芝コートはトップチームが天然芝コートの養生で使用できない場合や下部組織の練習を行う他に、各年代の試合会場として使用されている。

## アクセス
公共交通機関
- 松本バスターミナルからアルピコ交通バスで「美ヶ原温泉」行き乗車、終点「美ヶ原温泉」下車、徒歩8分

自動車
- 長野自動車道松本インターチェンジから20分